# 核密度估计
核密度估计（英語：Kernel density estimation，縮寫：KDE）是在概率论中用来估计未知的密度函数，属於非参数检验方法之一，由Rosenblatt (1955)和Emanuel Parzen(1962)提出，又名Parzen窗（Parzen window）。Ruppert和Cline基于数据集密度函数聚类算法提出修订的核密度估计方法。

100個常態分佈的亂數的核密度估计

核密度估计在估计边界区域的时候会出现边界效应。
在单变量核密度估计的基础上，可以建立风险价值的预测模型。通过对核密度估计变异系数的加权处理，可以建立不同的风险价值的预测模型。
一些比较常用的核函数是：
均匀核函数
{\displaystyle k(x)={\frac {1}{2}},\;-1\leq x\leq 1}，
加入带宽{\displaystyle h}后：
{\displaystyle k_{h}(x)={\frac {1}{2h}},\;-h\leq x\leq h}。
三角核函数
{\displaystyle k(x)=1-|x|,\;-1\leq x\leq 1}，
加入带宽{\displaystyle h}后：
{\displaystyle k_{h}(x)={\frac {(h-|x|)}{h^{2}}},\;-h\leq x\leq h}。
伽马核函数
{\displaystyle k_{x_{i}}(x)={\frac {x^{(\alpha -1)}\exp {(-x\alpha /x_{i})}}{(x_{i}/\alpha )^{\alpha }\Gamma (\alpha )}}}。

## 定义
设{\displaystyle \left(x_{1},x_{2},\cdots ,x_{n}\right)}为从单变量分布中抽取的独立同分布样本，给定点{\displaystyle x}有未知的概率密度{\displaystyle f}，我们对估计函数{\displaystyle f}的形状感兴趣，其核密度估计器是
{\displaystyle {\widehat {f}}_{h}(x)={\frac {1}{n}}\sum _{i=1}^{n}K_{h}(x-x_{i})={\frac {1}{nh}}\sum _{i=1}^{n}K{\Big (}{\frac {x-x_{i}}{h}}{\Big )},}
其中{\displaystyle K}是非负的核函数，带宽{\displaystyle h>0}为平滑参数。带下标h的核被称为缩放核，定义为{\displaystyle K_{h}(x)=1/h\cdot K(x/h)}。直觉上讲，在数据允许的范围内应当选择尽可能小的带宽；然而，偏差和方差之间总有所权衡。
常用的核函数有：均匀核（Uniform）、三角核（Triangular）、双权核（Biweight）、三权核（Triweight）、Epanechnikov核、正态核（Normal）等。从均方误差的角度来看，Epanechnikov核是最佳的，尽管对于前面列出的核来说，效率的损失很小。由于其数学特性良好，正态核经常被使用，即{\displaystyle K(x)=\phi (x)}，其中{\displaystyle \phi }是标准正态密度函数。